# Pete Tong
Pour les articles homonymes, voir Tong (homonymie).
Pete Tong nom de scène de Peter Michael Tong, né le 30 juillet 1960 à Dartford, est un DJ et producteur musical britannique connu pour animer l'émission hebdomadaire Essential Mix sur BBC Radio 1. Il est également le fondateur du label FFRR Records et se produit régulièrement dans de nombreuses discothèques à travers le monde.
Dans ses émissions radiophoniques, il présente les nouveaux titres de la scène de la musique électronique dans un mix, accompagné d'un invité. Sa notoriété étant grande au Royaume-Uni, il est classé en 2009 dans le classement des platinistes internationaux du DJ Mag. Il est nommé membre de l'ordre de l'Empire britannique (MBE) en 2014 par la reine Élisabeth II pour services à la musique.

## Discographie
- Cream Live (1995) (#3) (CD 1, mixé par Paul Oakenfold)
- The Annual (1995) (#13) (CD 1)
- The Annual II (1996) (#1) (CD 1)
- Dance Nation 3 (1997) (mixé par Pete Tong et Judge Jules)
- Essential Selection Summer 1997 (1997) (#4) (Orange cover)
- The Annual III (1997) (#3) (CD1)
- Essential Selection Winter 1997 (1997) (#10) (pochette bleu clair)
- Dance Nation 5 (mixé par Pete Tong et Boy George)
- Essential Selection Spring 1998 (#4) (pochette verte)
- Essential Selection Summer 1998 (1998) (#4) (pochette rouge strawberries)
- Essential Selection Summer 1998 (1998) (édition limitée) (#2) (pochette jaune et strawberries ; CD 3 Twelve Ibiza Classics mixé par Paul Oakenfold)
- Essential Selection '98 Tong/Oakenfold (1998) (#13) (pochette orange)
- Essential Selection '98 Tong/Oakenfold (1998) (édition limitée) (#11) (pochette violette et orange ; CD 3 mixé par Carl Cox)
- Essential Selection Spring 1999 (1999) (#13) (pochette d'œufs de Pâques or, verte, violette)
- Essential Selection Spring 1999 (1999) (édition limitée) (#3) (pochette œufs de Pâques or ; CD 3 Hacienda Classics mixé par Graeme Park)
- Essential Selection Ibiza 1999 (1999) (#11) (pochette bleue, verte et rouge)
- Essential Selection Ibiza 1999 (1999) (#7) (pochette verte et violette ; CD 3 mixé par DJ Pippi)
- Essential Millennium (1999) (#10) (mixé par Pete Tong, Fatboy Slim et Paul Oakenfold)
- Essential Selection Spring 2000 (2000) (#8)
- Essential Selection Ibiza 2000 (2000) (#11)
- Essential Mix 2000 (2000)
- Twisted Beats (2001)
- Essential Selection Presents The Clubber's Bible Winter 2002 (2001)
- Fashion TV Presents Pete Tong (2003)
- Essential Selection Pete Tong (2003)
- Pure Pacha Ibiza: Mixed by Pete Tong and Andy B (2004)
- It's Showtime! (Pete Tong Presents Pure Pacha Vol.II Summer Season 2005 (2005)
- Essential Classics (2005)
- Pure Pacha Vol.1 (2006) (Mixe par Pete Tong et Sarah Main)
- Essential Dance Mix (2006)
- Pure Pacha 3 (Mixé pr Pete Tong et Sarah Main)
- Wonderland (2008)
- Pete Tong Presents Wonderland 2009 (2009)
- Pete Tong Presents Wonderland 2010 (2010)
- Pete Tong and Riva Starr: Future Underground (2011)
- All Gone Pete Tong & Felix da House Cat Ibiza '11 (2011)
- All Gone Pete Tong & Groove Armada Miami '12 (2012)
- All Gone Pete Tong & Booka Shade Ibiza '12 (2012)
- All Gone Pete Tong & Skream Miami '13 (2013)
- The Pete Tong Collection (2013)
- Classic House (2016) (#1)
- Ibiza Classics (2017) (#11[1])